# Sint-Bavokerk (Heemstede)
De Sint-Bavokerk is een rooms-katholieke kerk in de Nederlandse gemeente Heemstede.
De Sint-Bavokerk werd tussen 1878 en 1879 gebouwd ter vervanging van een oudere kerk die bouwvallig was geworden. In deze tijd was het welvaartsniveau in het dorp sterk gestegen door de opkomende bloembollencultuur en het aantal gelovigen nam steeds verder toe. De bouw van de kerk werd mede gefinancierd met de verkoop van bloembollen, die ten bate van de kerk werden geveild. De kosten werden begroot op fl 118.800,-
De kerk werd ontworpen door Evert Margry, een van de belangrijkste leerlingen van Pierre Cuypers. Margry ontwierp een driebeukige neogotische kruiskerk, met een toren die traditioneel op de westelijke zijde staat terwijl het koor gericht is op het oosten. De kerk is voornamelijk gebouwd uit rode baksteen. Het gebouw werd op een perceel van de buitenplaats Knapenburg gebouwd. De bisschop van Haarlem legde de eerste steen op 4 april 1878 en op 1 oktober 1879 werd de nieuwe kerk geconsacreerd.
Vanaf 1908 werd de kerk voorzien van gasverlichting. Op 14 november 1944 stortte een Duitse V1 neer nabij de kerk op de Kerklaan. De Duitsers brachten het wapen 2 dagen later tot ontploffing, waarbij de kerk en de pastorie zwaar beschadigd raakten. De glas-in-loodramen aan de oostelijke en zuidelijke zijde waren verwoest, de zuidelijke zijbeuk was ingestort en het dak van de kerk was ontzet.
Op zaterdag 22 mei 1948 werden drie nieuwe bronzen klokken in Heemstede binnengehaald, die de in de oorlog geroofde klokken vervingen.
De klokken zijn gedoopt: “Bavo”, “Maria” en “Chrispijn”. Zij verzinnebeelden respectievelijk de Welvaart, Eendracht en Arbeid. In de laatstgenoemde klok is een opschrift aangebracht, waarvan de vertaling uit het latijn luidt: “Wie met Gods klokken schiet, hij wint de oorlog niet”.
Na de oorlog kon de schade weer hersteld worden, al zijn niet alle glas-in-loodramen vervangen. In 1949 zijn nieuwe glas-in-loodramen aangebracht.achter het hoofdaltaar, vervaardigd door de bekende glazenier Han Bijvoet.
In maart 1950 werd aan de rechter zij-ingang van de kerk een nieuw glas-in-loodraam, voorstellende St. Bavo aangebracht en boven de linker zij-ingang een Sint Antoniusraam.
In oktober 1951 zijn de Maria- en Jozefkapel versierd met nieuwe glas-in-loodramen. In de Mariakapel de voorstelling van de H. Joachim en Anna, de ouders der H. Maagd Maria. In de Jozefkapel de voorstelling van Jozef van Egypte en de H. Benedictus Jozef Labre.
In 1972 is het oude uit 1833 stammende van den Brink kerkorgel gerestaureerd. Daarbij wordt het orgel verplaatst van de orgelzolder achter in de kerk naar een plaats rechts voor in de kerk. Onder de zwarte beschildering komt bij de restauratie de originele steenrode kleur van het orgel tevoorschijn. Het orgel heeft de status van rijksmonument.
Het Bavobeeld boven de hoofdingang was te zeer aangetast door de tand des tijds en moest om die reden worden verwijderd. Ter gelegenheid van het 120-jarig bestaan van de Bavokerk wordt in 2000 een nieuw Bavobeeld vervaardigd en geplaatst.
Ter gelegenheid van "Bavo kerk 125 jaar" in 2004 wordt de bestemming voor een cadeau van de parochianen gevonden in glas-in-loodramen, vervaardigd door glazenier Schmit, ter vervanging van de 10 "noodramen" aan de noord- en zuidzijde van de kerk.
In het voorjaar van 2008 werd een begin gemaakt met het opknappen van de oude, niet meer in gebruik zijnde doopkapel. Er bleek behoefte te bestaan aan een kapel die dagelijks toegankelijk is. Het interieur van de kapel is door enkele vrijwilligers geheel opgeknapt en de muren en plafond zijn met zorg geschilderd, waarbij de originele kleuren zoveel mogelijk werden behouden. De kapel is overdag van buitenaf bereikbaar, en nodigt uit tot een moment van rust en gebed.
De kerk is tot op heden in gebruik bij de H. Bavo parochie van Heemstede.

## Referentie
- Parochie H. Bavo te Heemstede
- Foto's exterieur en interieur van de Bavokerk
- Dood in Nederland - Kerkhof Berkenrode bij de Sint Bavo in Heemstede